# Elymnias dihertyi
Elymnias dihertyi är en fjärilsart som beskrevs av Hans Fruhstorfer 1901. Elymnias dihertyi ingår i släktet Elymnias och familjen praktfjärilar. Inga underarter finns listade i Catalogue of Life.